# Cepheus (sterrenbeeld)

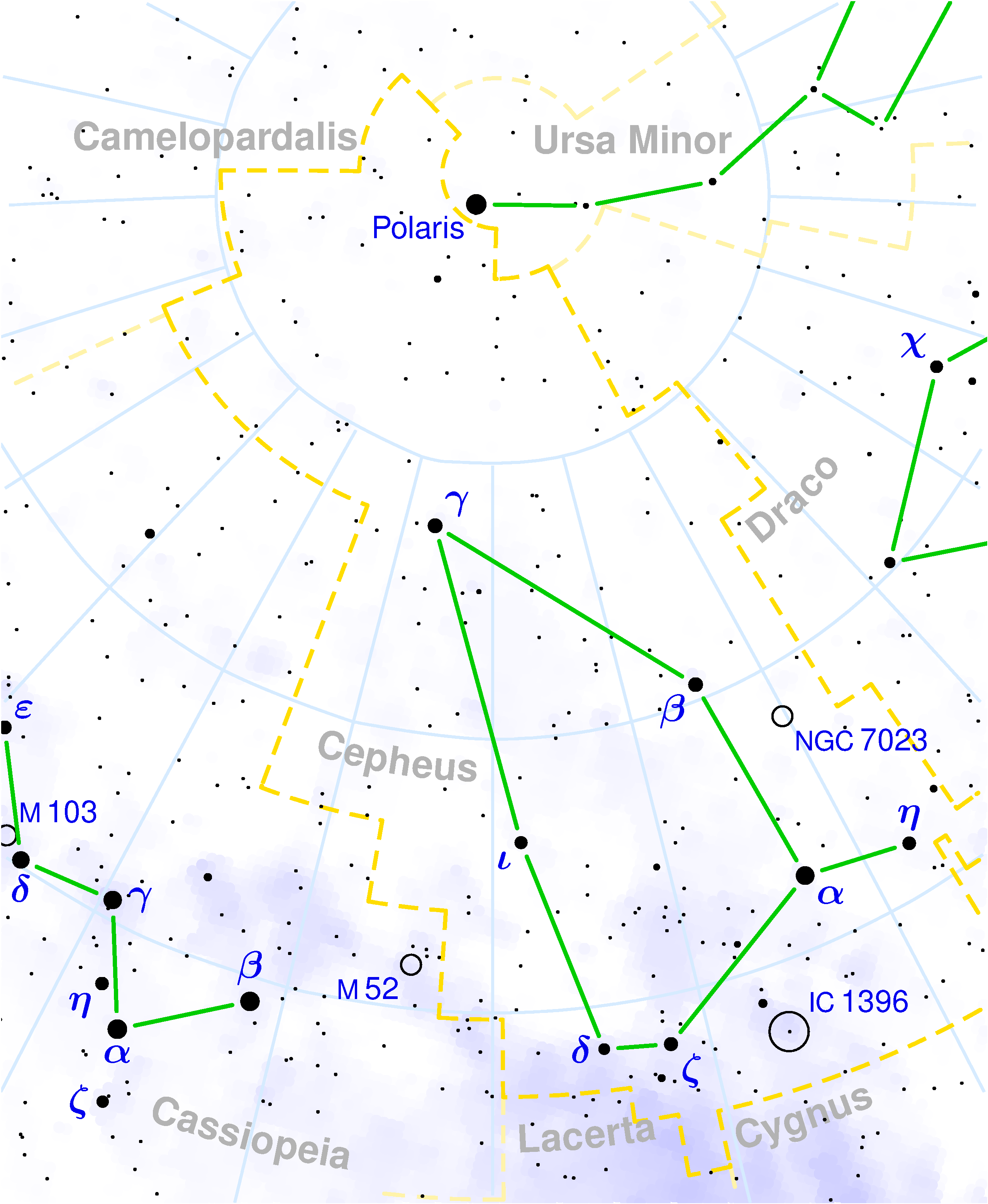
Kaart van het sterrenbeeld Cepheus.

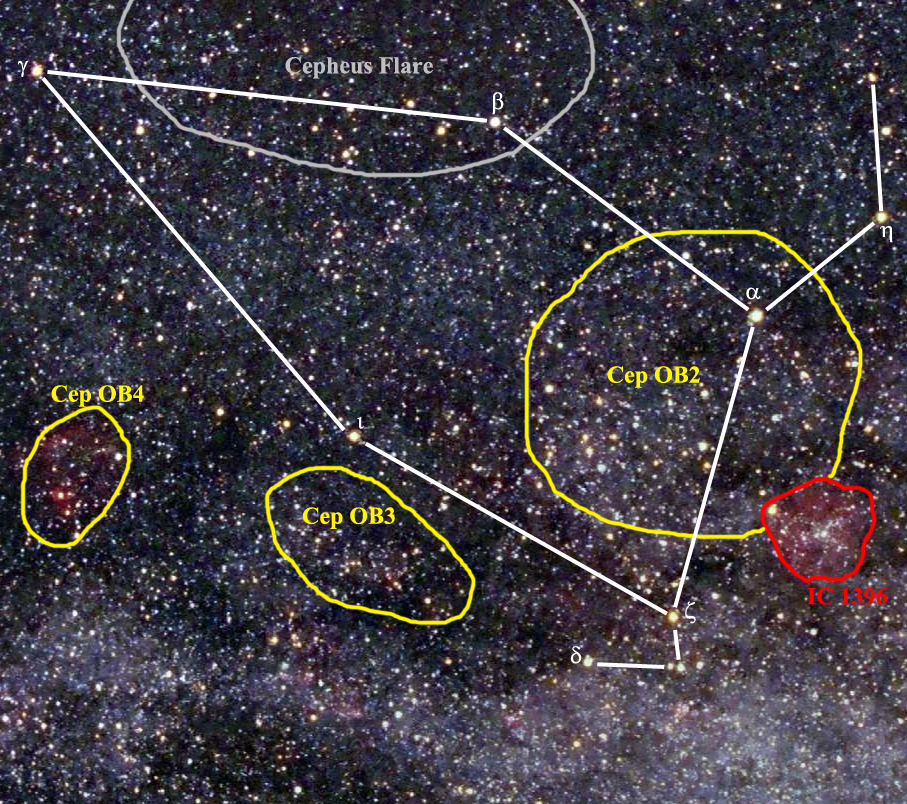
OB associaties in Cepheus, en een gebied met donkere wolken, de Cepheus Flare

Cepheus (afkorting Cep) is een sterrenbeeld dat gelegen is aan de noordelijke hemelkoepel tussen rechte klimming 20u01m en 8u30m en declinatie +51° en +89°. Het sterrenbeeld gaat op de breedte van de Benelux niet onder en is dus circumpolair. De zuidoostelijke sector van dit sterrenbeeld is rijk aan open sterrenhopen, dit dankzij de galactische equator die daardoorheen loopt.

## Sterren
(in volgorde van afnemende helderheid)
- Alderamin (α, alpha Cephei)
- Alfirk (β, beta Cephei)
- delta Cephei, de prototype ster van de Cepheïde veranderlijken.
- Granaatster ("Garnet star", μ, mu Cephei)
- VV Cephei
- Alkurhah (ξ, xi Cephei)
- Al Kalb al Rai (ρ, rho Cephei)

## Telescopisch waarneembare objecten

### New General Catalogue(NGC)
- NGC 40 is een planetaire nevel, bekend als de Bow-Tie Nebula.
- NGC 188 is een van de oudste open sterrenhopen, en ook een van de noordelijkste.
- NGC 1184 is een extragalactisch stelsel op iets minder dan 1 en een halve graad ten oostzuidoosten van de variabele ster RR Cephei.
- NGC 1544 is een extragalactisch stelsel op iets minder dan 4 graden van de noordelijke hemelpool.
- NGC 2276 is een extragalactisch stelsel in de noordoostelijkste sector van Cepheus, op een hoek van 4 en een halve graad van de noordelijke hemelpool.
- NGC 2300 is een extragalactisch stelsel net ten oosten van NGC 2276.
- NGC 6939 is een open sterrenhoop op minder dan 1 graad noordwestelijk van het extragalactische stelsel NGC 6946.
- NGC 6946 is een balkspiraalstelsel op een afstand van 22 miljoen lichtjaar. Dit stelsel (Fireworks Galaxy) vormt samen met de open sterrenhoop NGC 6939 een optisch koppel (beide staan op minder dan 1 graad van elkaar).
- NGC 6949 is een extragalactisch stelsel op 2 graden ten noordnoordoosten van θ Cephei.
- NGC 6951 (en/of NGC 6952) is een extragalactisch stelsel op iets meer dan 3 graden noordnoordoostelijk van θ Cephei.
- NGC 6953 is een open sterrenhoop op een halve graad ten zuiden van het extragalactische stelsel NGC 6951.
- NGC 7023 (de Irisnevel / Iris Nebula) is een reflectienevel op een afstand van 1300 lichtjaar. Deze nevel bevat de open sterrenhoop Collinder 427.
- NGC 7055 is een open sterrenhoop op 1 graad ten zuiden van de nevel Van den Bergh 140 met daarin de dubbelster Σ 2790.
- NGC 7076 is een gasnevel op iets minder dan 1 graad ten oosten van α Cephei (Alderamin). Net ten noordoosten ervan staat de planetaire nevel PK 101+8.1 (bron: Uranometria 2000.0; Tirion-Rappaport-Lovi, Willmann-Bell, 1987).
- NGC 7129 is een open sterrenhoop in een nevelvlek, dit object kreeg de bijnaam Small Cluster Nebula.
- NGC 7133 is een gasnevel net noordoostelijk van NGC 7129.
- NGC 7139 is een planetaire nevel, 1 graad westelijk van de variabele ster VV Cephei.
- NGC 7142 is een open sterrenhoop net ten zuidoosten van NGC 7129 en NGC 7133.
- NGC 7160 is een open sterrenhoop met daarin de variabele ster EM Cephei.
- NGC 7226 is een open sterrenhoop in de meest zuidelijke sector van Cepheus.
- NGC 7235 (en/of NGC 7234) is een open sterrenhoop net ten noordwesten van ε Cephei.
- NGC 7261 is een open sterrenhoop in de gelijkbenige driehoek gevormd door δ, ε, en ζ Cephei.
- NGC 7281 is een open sterrenhoop op een halve graad westnoordwestelijk van de dubbelster Kruger 60.
- NGC 7354 is een planetaire nevel op 2 graden westzuidwestelijk van de Grotnevel (Cave Nebula, Sharpless2-155).
- NGC 7380 is een open sterrenhoop in een gasnevel (Tovenaarsnevel, Wizard Nebula, Sharpless2-142) op 2 en een halve graad ten oosten van δ Cephei. NGC 7380 bevat de variabele ster DH Cephei.
- NGC 7419 is een open sterrenhoop op 1 en een halve graad zuidzuidwestelijk van de Grotnevel.
- NGC 7423 is een open sterrenhoop die echter niet werd opgenomen in de eerste uitgave van de sterrenatlas Uranometria 2000.0.
- NGC 7429 is een open sterrenhoop op iets minder dan 1 graad zuidelijk van NGC 7419.
- NGC 7510 is een open sterrenhoop die de bijnaam Diamond Brooch kreeg van de astronomen Lloyd Motz en Carol Nathanson (zie hun boek The Constellations uit 1988).
- NGC 7538 en de Grotnevel zijn emissienevels op afstanden van 9100 en 2400 lichtjaar.
- NGC 7708 is een open sterrenhoop die echter niet werd opgenomen in de eerste uitgave van de sterrenatlas Uranometria 2000.0.
- NGC 7748 is een ster met magnitude +7 die echter abusievelijk werd opgenomen in de New General Catalogue.
- NGC 7762 is een open sterrenhoop ten westen van het nevelcomplex bestaande uit NGC 7822 en Cederblad 214.
- NGC 7822 is een gasnevel ten noorden van het Cederblad 214 complex met daarin de open sterrenhoop Berkeley 59.

### Index Catalogue (IC)
- IC 455 is een lensvormig extragalactisch stelsel dat echter niet werd opgenomen in de eerste uitgave van de sterrenatlas Uranometria 2000.0.
- IC 469 is een extragalactisch spiraalstelsel dat echter niet werd opgenomen in de eerste uitgave van de sterrenatlas Uranometria 2000.0.
- IC 1378 is een mogelijke open sterrenhoop bestaande uit ongeveer 10 tot 15 sterren, op 21:23 / +55°27' (bron: Duitse Wikipedia bladzijde IC 1378). Deze (mogelijke) open sterrenhoop staat op een halve graad ten oosten van de variabele ster FZ Cephei.
- IC 1396 is een omvangrijk complex bestaande uit een open sterrenhoop en een gasnevel. Herschel's granaatster (μ Cephei) neemt het noordnoordoostelijke deel in van dit complex.
- IC 1454 (Abell 81) is een planetaire nevel, op 3 en een halve graad noordoostelijk van de extreem roodkleurige koele koolstofster S Cephei.
- IC 1470 is een gasnevel in de zuidoostelijkste sector van Cepheus.
- IC 1502 is een lensvormig extragalactisch stelsel dat echter niet werd opgenomen in de eerste uitgave van de sterrenatlas Uranometria 2000.0.
- IC 5132, IC 5133, en IC 5134 bevinden zich alle drie nabij de open sterrenhoop NGC 7129.

## Deep-skyobjecten uit andere catalogi
- Palomar 1 is een open sterrenhoop die echter als bolvormige sterrenhoop gecatalogiseerd werd (deze sterrenhoop is ook bekend als Abel 1). Palomar 1 staat op 3:33 / +79°34'.

Variabele sterren en dubbelsterren:
- S Cephei (HD 206362 / SAO 10100) is een van de meest roodkleurige sterren in de noordelijke circumpolaire sterrenhemel. Het is een typische koolstofster. S Cephei staat midden in het kruispunt gevormd door de sterren α Ursae Minoris (Polaris), β Cephei (Alphirk), γ Cephei (Alrai), en κ Cephei (Shang Wei).
- Kruger 60 (DO Cephei) is een dubbelster bestaande uit twee Type M rode dwergen. Een van de twee sterren (de variabele ster DO Cephei) is een vlamster en toont op willekeurige momenten een plotse helderheidstoename. De galactische equator loopt net over Kruger 60.
- Σ 320 is een kleurrijke dubbelster op 3:06.1 / +79°25' (Fine Colors volgens Robert Burnham Jr., zie blz 573 in Burnham's Celestial Handbook).
- Σ 2780 is een dubbelster in de nevelvlek Sharpless2-129, waar zich ten noordoosten ervan (op 21:12:47.1 / +60°05'53") de meest roodkleurige M-type ster bevindt die in de Sky Catalogue 2000.0, Volume 1: Stars to Magnitude 8.0 is vermeld (zie blz ix). T.W.Webb: Pale Ruby North Following (zie Celestial Objects for Common Telescopes, Volume 2: The Stars, blz 80).
- Σ 2790 is een dubbelster in de nevelvlek Van den Bergh 140 (op 21:19:15.8 / +58°37'25") waarvan Burnham (β) de kleuren beschreef als: Very Red - Blue. De spectra van dit dubbelstersysteem (volgens Sky Catalogue 2000.0, Volume 1: Stars to Magnitude 8.0) zijn: M1Ibpe+B2pe+B3V (volgens de Aitken Double Star catalogue is dit systeem bekend als ADS 14864AB, en volgens de Henry Draper catalogue als HD 203338 en HD 203339, volgens de Smithsonian Astrophysical Observatory is het bekend als SAO 33318, en volgens de Harvard Revised photometry (1908) is het gecatalogiseerd als HR 8164 (Yale Bright Star Catalogue)).

Telescopische asterismen:
- Merkwaardig naamloos rijtje van 3 sterren (tripletje) op 21:56 / +66°28'. Te bekijken met een niet al te kleine amateurtelescoop.
- Pismis-Moreno 1 op 22:18.8 / +63°16' (zie Sky & Telescope 11/'06, blz 70).
- Groepje (of trosje) rond de dubbelster ΟΣ 461 (15 Cephei), op 22:04 / +59°50', noordwestelijk van de gelijkbenige driehoek δ, ε, en ζ Cephei.

## Aangrenzende sterrenbeelden
(met de wijzers van de klok mee)
- Kleine Beer (Ursa Minor)
- Draak (Draco)
- Zwaan (Cygnus)
- Hagedis (Lacerta)
- Cassiopeia
- Giraffe (Camelopardalis)

## Mythologie
In de Griekse mythologie is Cepheus de koning van de Ethiopiërs. Hij was de man van Cassiopeia en vader van Andromeda.